# Anoncus femorator
Anoncus femorator là một loài tò vò trong họ Ichneumonidae.